# Thuidium tamariscinum
Thuidium tamariscinum là một loài Rêu trong họ Thuidiaceae. Loài này được (Hedw.) Schimp. miêu tả khoa học đầu tiên năm 1852.

## Hình ảnh

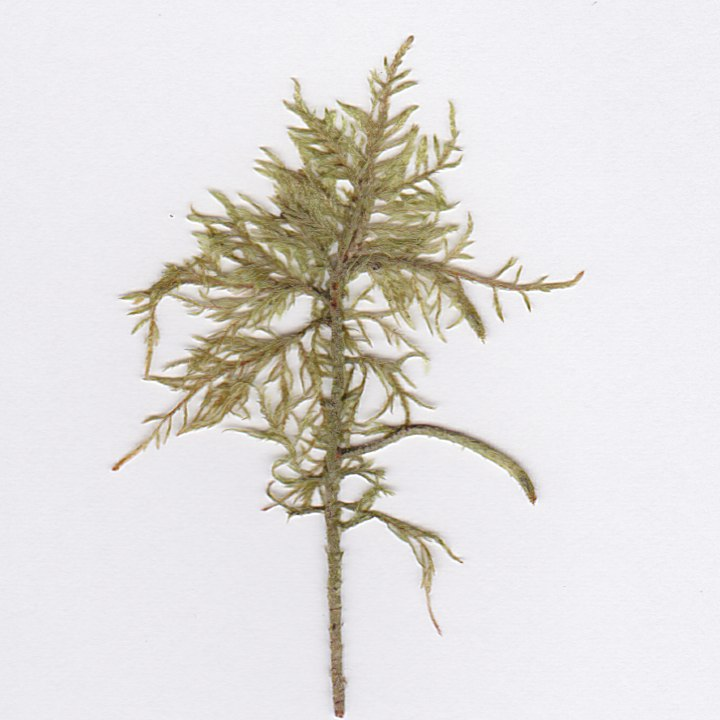
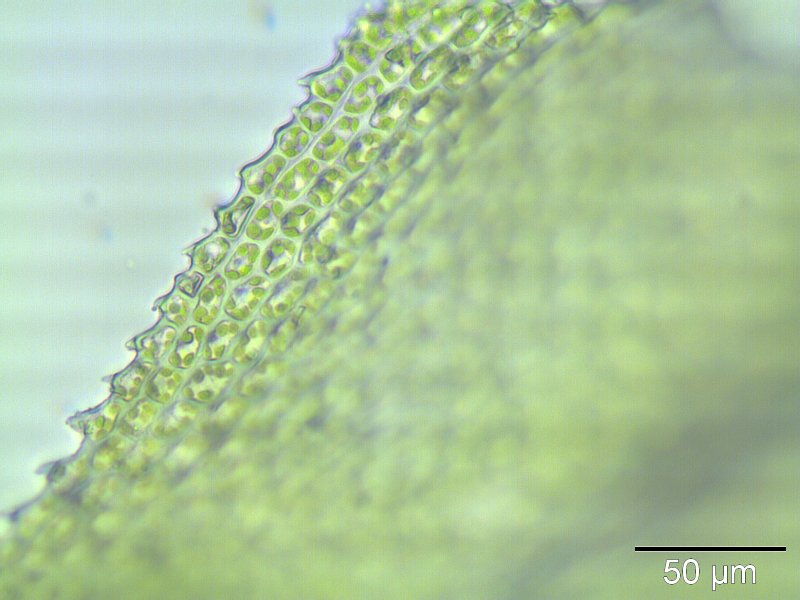
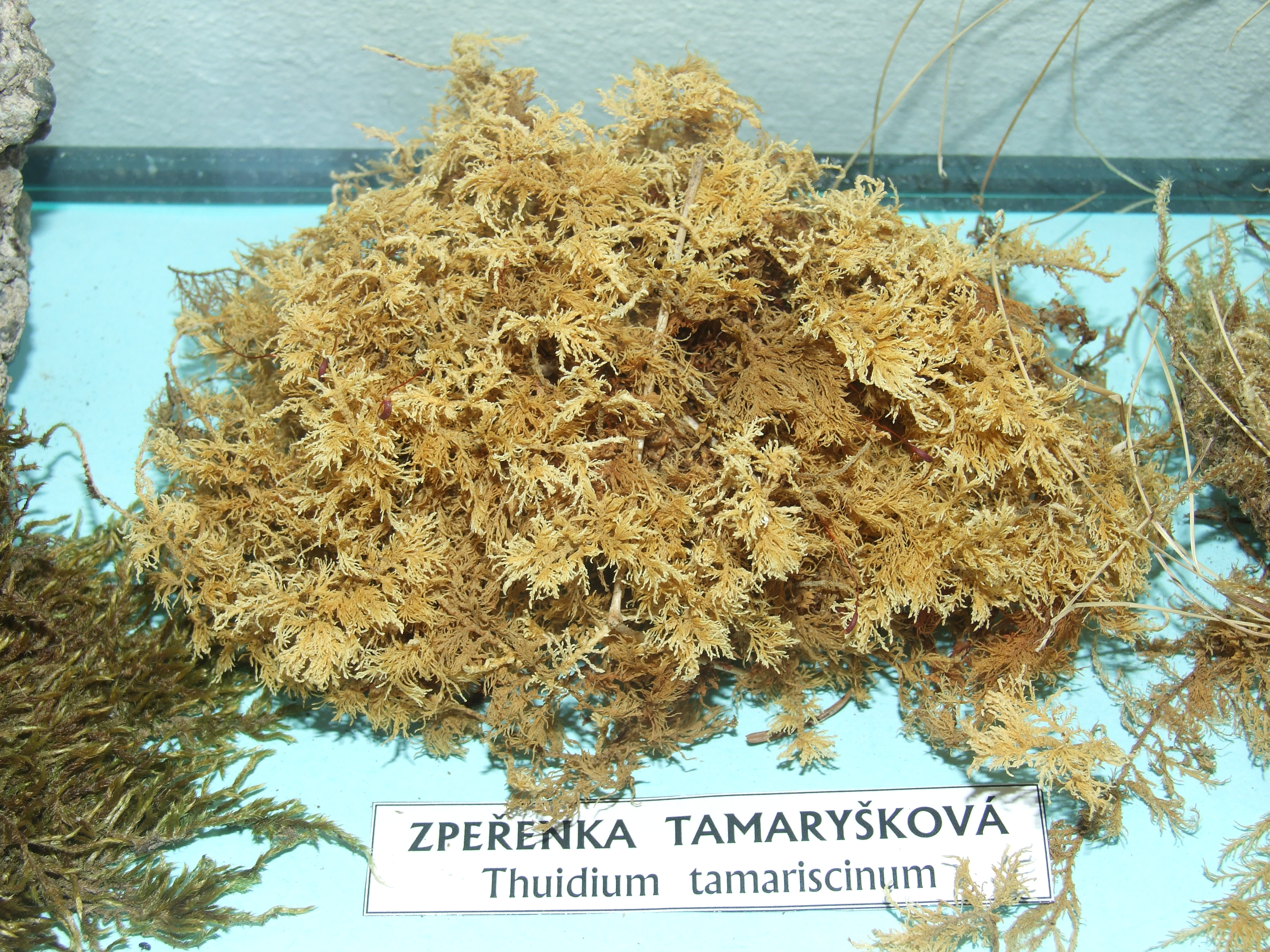
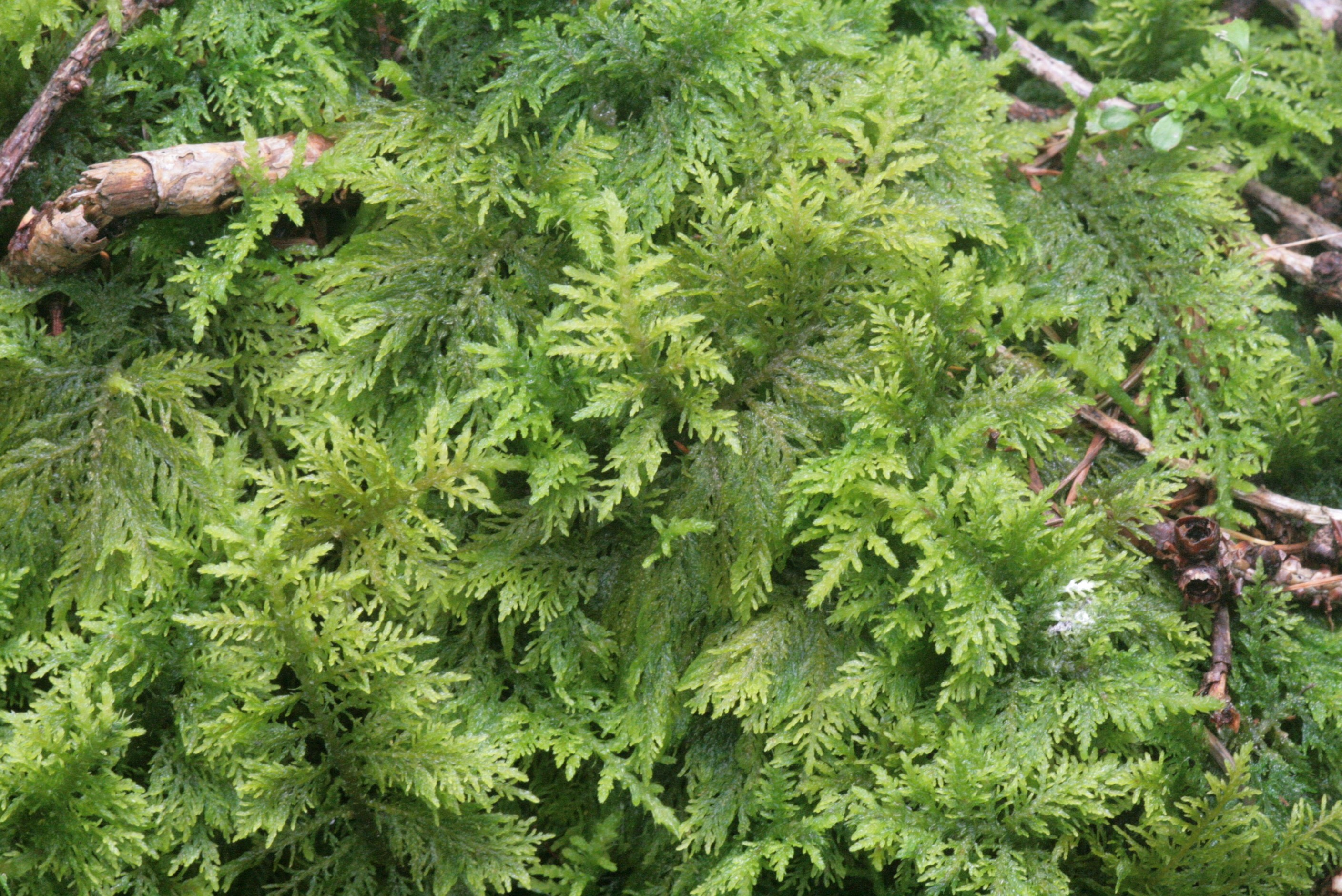